# Otoci Nanpō
Otoci Nanpō (japanski: 南方 诸岛 nanpō shotō?) je zajednički naziv za skupinu otoka koji se nalaze na jugu japanskog otočja. Protežu se od poluotoka Izua zapadno od Tokijskog zaljeva prema jugu oko 1200 km i unutar 500 km od Marijanskih otoka. Otocima se upravlja iz Tokija, a podregija su regije Kantōa.
Hidrografski i oceanografski Odjel Japanske obalne straže definira Nanpō otoke kako slijedi:
- Nanpō Shotō (otok Nanpō)
  - Izu Shotō (otok Izu)
  - Ogasawara Shotō (otok Ogasawara[1] u širem smislu)
    - Ogasawara Guntō (otoci Ogasawara)
      - Mukojima Rettō
      - Chichijima Rettō
      - Hahajima Rettō

    - Kazan Rettō (Vulkanski otoci) uključujući Nishinoshimu
    - Okinotorishima
    - Minamitorishima